# HOBO's MUSIC
『HOBO's MUSIC』（ホーボーズ・ミュージック）は、山崎まさよし通算9枚目のスタジオ・アルバム。2010年10月27日発売。制作はNAYUTAWAVE RECORDS、発売・販売元はユニバーサルミュージック合同会社。規格品番：UPCH-20207。

## 解説
前作『IN MY HOUSE』（2009年5月13日発売、UPCH-20158）以来となるアルバム。オリジナル・フルアルバムのみで言うと2000年代は作品発表の間隔が2年から3年程度あったが、本作は1年5ヶ月ぶりということで、1995年から2010年時点までに発売されたオリジナル・フルアルバムの中では、過去3番目に短いインターバルとなった作品である。
2010年に発売された2枚のシングル「HOBO Walking」（2010年7月28日、UPCH-80122）、「花火」（2010年9月29日、UPCH-80201）から、ライブ音源とカラオケを除いたA面／B面がすべて収録された。
収録曲「HOBO Walking」という楽曲名にも使用されている「HOBO」とは、さすらい、根無し草的な、風来坊的な、といった意味であるとされている。
パッケージはCD1枚の通常盤（UPCH-20207）と、2010年8月に都立夢の島陸上競技場で行われた "Augusta Camp 2010" のパフォーマンス映像が収録されたDVD付初回限定盤（UPCH-29055）と2種類がある。ほかデジタル・ダウンロード商品として、LPレコードのパッケージや雰囲気を再現したコンテンツも含め配信される『iTunes LP HOBO's MUSIC』がiTunes Storeにて同日発売された。尚、日本人男性歌手のiTunes LP音源商品化は山崎が初である。
前作アルバムに引き続き、初回盤に限り特殊なCDプレーヤーでなくても高音質再生が可能、と喧伝されているスーパー・ハイ・マテリアルCD（SHM-CD）仕様。シングルやアルバム含め初回盤、通常盤とある場合はジャケット写真が異なるケースが多いが、本作は同様である。アルバムで山崎本人の肖像が使用されていないのは、ライブ・アルバム『WITH STRINGS』（2006年3月29日、UPCH-1483／4）以来である。
発売当時のパッケージ内には、同年11月から福生市民会館公演を皮切りに始まるコンサートツアー“YAMAZAKI MASAYOSHI 15th Anniversary ONE KNIGHT STAND TOUR 2010-2011”の情報が記載されたフライヤーが封入された。

## 収録曲

### CD
- 全曲作詞・作曲・編曲: 山崎将義

|    | 曲名                                                                                   | 演奏時間 |
| 1  | シングルマン                                                                           | 3:43     |
| 1  | 自分で自分の曲をトリビュートしようと思い、歌詞に過去のシングル曲を織り込めたという曲。 |          |
| 2  | 君と見てた空                                                                           | 4:13     |
| 2  | ゆうちょ銀行「日本全国、ゆうちょ家族。」 TVコマーシャルソング                          |          |
| 3  | 創世歌                                                                                 | 2:26     |
| 4  | Introduction                                                                           | 2:23     |
| 5  | Let's form a R&R band                                                                  | 3:46     |
| 6  | ぼくのオンリー ワン                                                                    | 3:44     |
| 7  | ルナちっく                                                                             | 3:15     |
| 8  | HOBO Walking                                                                           | 4:37     |
| 9  | ブランコ                                                                               | 4:57     |
| 10 | 花火                                                                                   | 4:10     |
| 11 | I'm sorry                                                                              | 4:16     |

### DVD
- Augusta Camp 2010@2010.8.15

1. アレルギーの特効薬
2. 追憶
3. シングルマン
4. アドレナリン
5. HOBO Walking
6. 晴男
7. 8月のクリスマス

## 演奏
CD
- 山崎まさよし：Vocal, Instruments & Programming
- 江川ゲンタ
  - Drums (#8)
  - Percussion (#4.8)
- 中村キタロー：Bass (#5)
- 梅津和時：Clarinet (#6)
- 渡辺隆雄：Trumpet (#6)
- 青木タイセイ：Trombone (#6)
- 相川等：Trombone & Horn Arrangement (#8)
- 前田大輔：Trombone (#8)
- 佐久間勲、五反田靖：Trumpet (#8)
- NORA：Chorus (#8)

特典DVD
- 山崎まさよし：Vocal, Guitar
- 中村キタロー：Bass, Chorus
- 江川ゲンタ：Drums, Chorus

## 関連作品
| 楽曲         | シングル                            | ライヴ音源・映像 |
| シングルマン | 26thシングル「HOBO Walking」C/W面曲 |                  |
| 君と見てた空 | 27thシングル「花火」C/W面曲         |                  |
| HOBO Walking | 26thシングル「HOBO Walking」A面曲   |                  |
| 花火         | 27thシングル「花火」A面曲           |                  |